# Бојан Бакић
Бојан Бакић (Подгорица, 8. јануар 1983) је бивши црногорски кошаркаш. Играо је на позицији бека шутера. Његов млађи брат Борис је такође био кошаркаш.

## Каријера
Каријеру је почео у подгоричкој Будућности, у чијем дресу је још као 17-годишњак дебитовао у Евролиги. Са подгоричким клубом је у сезони 2000/01. освојио Првенство и Куп СР Југославије. У августу 2003. године прелази у Хемофарм. Са тимом из Вршца је у сезони 2004/05. освојио Јадранску лигу. Целу сезону 2005/06. је пропустио због повреде, а наредне сезоне одиграо је само 9 мечева у Јадранској лиги. За сезону 2007/08. вратио се у Будућност, али је у априлу 2008. прешао у грчки Маруси до краја сезоне.
Сезону 2008/09. проводи у Пољској где је наступао за екипу Чарни Слупск. У јануару 2010. потписао је за екипу Трикале, где је одиграо свега четири утакмице пре него што је отпуштен. У априлу 2010. потписао је за Металац из Ваљева до краја сезоне. Сезону 2010/11. почео је у украјинском Кривбасу али је у јануару 2011. прешао у летонску ВЕФ Ригу којој је помогао да стигне до прве титуле првака Летоније у историји. Сезону 2011/12. започео је у екипи Вентспилса, да би у јануару 2012. поново потписао за Металац. Након два месеца у Металцу и трећи пут у сезони мења клуб и потписује за свој бивши клуб Хемофарм. У новембру 2012. по трећи пут долази у Металац, и ту остаје до краја 2013/14. сезоне. Од 2015. до 2018. године је играо за чешки клуб Колин. Током сезоне 2018/19. је играо за казахстански Атирау. У августу 2019. је објавио крај играчке каријере.
Бакић је прошао све млађе категорије репрезентације СР Југославије. Са кадетском репрезентацијом СРЈ је освојио титулу првака Европе 1999. године. Након раздруживања Србије и Црне Горе заиграо је за репрезентацију Црне Горе. Стрелац је првог коша у историји црногорске репрезентације. Са Црном Гором је наступао на Европском првенству 2013. у Словенији.

## Успеси

### Клупски
- Будућност:
  - Првенство СР Југославије (1) : 2000/01.
  - Куп СР Југославије (1) : 2000/01.
- Хемофарм:
  - Јадранска лига (1) : 2004/05.
- ВЕФ Рига:
  - Првенство Летоније (1) : 2010/11.

### Репрезентативни
- Европско првенство до 16 година:  1999.